# Rhacophorus dulitensis
Rhacophorus dulitensis är en groddjursart som beskrevs av George Albert Boulenger 1892. Rhacophorus dulitensis ingår i släktet Rhacophorus och familjen trädgrodor. IUCN kategoriserar arten globalt som nära hotad. Inga underarter finns listade i Catalogue of Life.